# Octaaf Van den Broeck
Octaaf Van den Broeck (Lebbeke, 23 juli 1926 ― 12 december 2021) was een Belgisch bedrijfsleider en politicus voor de PVV.

## Levensloop
Van den Broeck was beroepshalve bedrijfsleider van het bedrijf VDB Moderna, gespecialiseerd in handtassen en relatiegeschenken.
Rond 1950 engageerde hij zich in het liberale verenigingsleven in zijn geboorteplaats Lebbeke. In 1964 werd hij voor de liberale PVV verkozen tot gemeenteraadslid van Lebbeke, een mandaat dat hij bleef uitoefenen tot in 1992. In 2011 werd hij benoemd tot ereburger van zijn gemeente.
Van 1978 tot 1991 zetelde hij eveneens in de Senaat als rechtstreeks verkozen senator voor het kiesarrondissement Dendermonde-Sint-Niklaas. Van 1985 tot 1991 was hij quaestor van de Senaat, waar hij tevens actief was in de commissies Middenstand, Landbouw, Economische Zaken en Buitenlandse Handel. Bovendien zetelde hij ook in de Parlementaire Assemblee van de NAVO. 
In de periode januari 1979 tot oktober 1980 zetelde hij als gevolg van het toen bestaande dubbelmandaat ook in de Cultuurraad voor de Nederlandse Cultuurgemeenschap en van 21 oktober 1980 tot november 1991 in de Vlaamse Raad.
Octaaf Van den Broeck overleed in december 2021 op 95-jarige leeftijd.